# Верига за жени на Международната тенис федерация
Веригата за жени на Международната тенис федерация (на англ. ITF Women's Circuit) представлява серия от професионални тенис турнири по целия свят, организирани от Международната тенис федерация. Тази верига представлява най-ниското ниво в системата на женския професионален тенис. Турнирите на ITF носят точки за Световната ранглиста на Женската тенис асоциация, което позволява на младите тенисистки да се изкачват нагоре в системата, взимайки участие първо в най-ниските турнири от категории III и IV, а след това и в по-горните категории I и II. Почти всяка професионална състезателка при жените тенисисти е започнала кариерата си с участия във Веригата на ITF.

## История и формат
ITF Веригата за жени е създадена през 1984 г. след молба от Женската тенис асоциация. Дотогавашните опити за организиране на турнири за жени от най-ниско ниво от страна на Европейската и Американската тенис асоциации са по-скоро неуспешни поради липсата на общи правила и координация. За първи път веригата е проведена през 1986 г. Съставена е от няколко турнира с награден фонд между $5000 и $50 000.
Днес ITF веригата включва около 400 турнира в 60 страни на всички континенти. Те са разделени в пет категории според наградния си фонд: $10 000, $25 000, $50 000, $75 000 и $100 000.

## Турнири в България
Най-силният турнир от веригата ITF за жени в България е традиционният турнир в София Алианц Къп, провеждан в началото на септември на кортовете на ТК Левски, който е с награден фонд $100 000. Други турнири от по-ниска категория (с награден фонд $10 000) се провеждат в градовете София, Пловдив, Варна и Добрич.